# Brwinów
Brwinów este un oraș în Polonia.